# BA CityFlyer
BA CityFlyer — британська регіональна авіакомпанія зі штаб-квартирою в Дідсбері (Манчестер), що здійснює регулярні пасажирські авіаперевезення по аеропортам всередині країни і в Європу з аеропорту Лондон-Сіті, що є портом приписки і головним транзитним вузлом (хабом) компанії. Повністю належить флагманської авіакомпанії British Airways, працює під її брендом і використовує нумерацію рейсів в маршрутній мережі BA.
BA CityFlyer працює під ліцензією класу «A» Управління цивільної авіації Великої Британії, яка дозволяє експлуатувати літаки місткістю понад 20 пасажирських місць і здійснювати авіаперевезення вантажів, у тому числі і поштової кореспонденції.

## Історія
У 2007 році British Airways провела операцію з продажу авіакомпанії BA Connect іншого авіаперевізника Flybe, при цьому залишивши за собою всі слоти перевезень в лондонському аеропорту «Сіті» і десять реактивних лайнерів Avro RJ100. Дане виняток з угоди спричинило за собою рішення керівництва British Airways відновити власні регіональні перевезення на реактивних літаках, з 1999 по 2001 роки які виконувалися її дочірньою структурою CityFlyer Express з іншого лондонського аеропорту Гатвік. Для цього була створена нова авіакомпанія BA CityFlyer, маршрутна мережа регулярних перевезень будувалася з аеропорту Лондон-Сіті. 8 лютого 2007 року дочірня компанія отримала сертифікат експлуатанта і вже в березні того ж року почала операційну діяльність.

## Флот

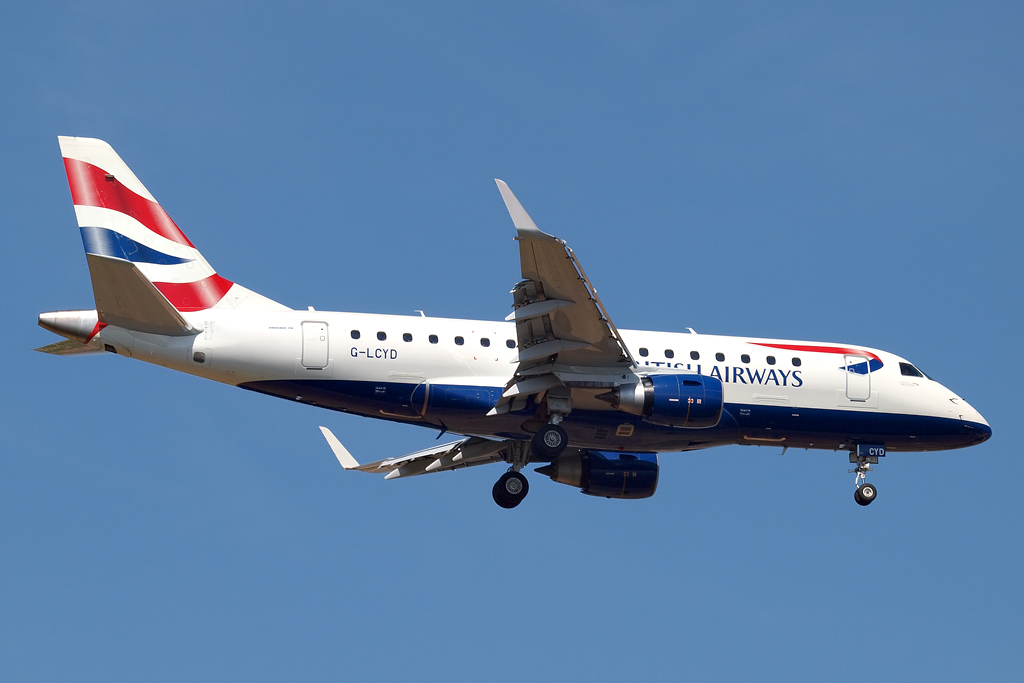
Embraer E-170 авіакомпанії BA CityFlyer в аеропорту Кальярі/Ельмас, серпень 2011 року

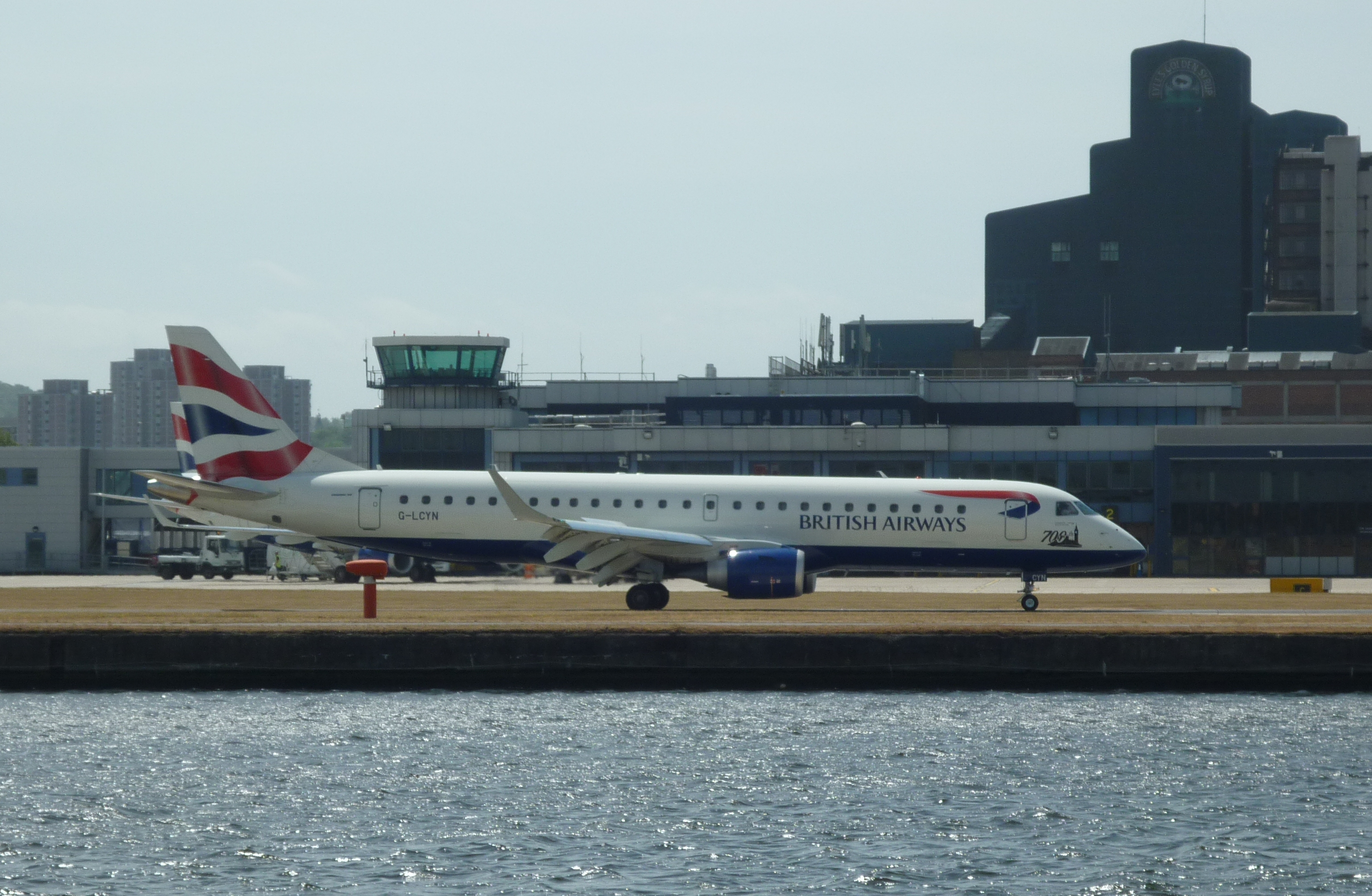
Embraer E-190 авіакомпанії BA CityFlyer в аеропорту Лондон-Сіті

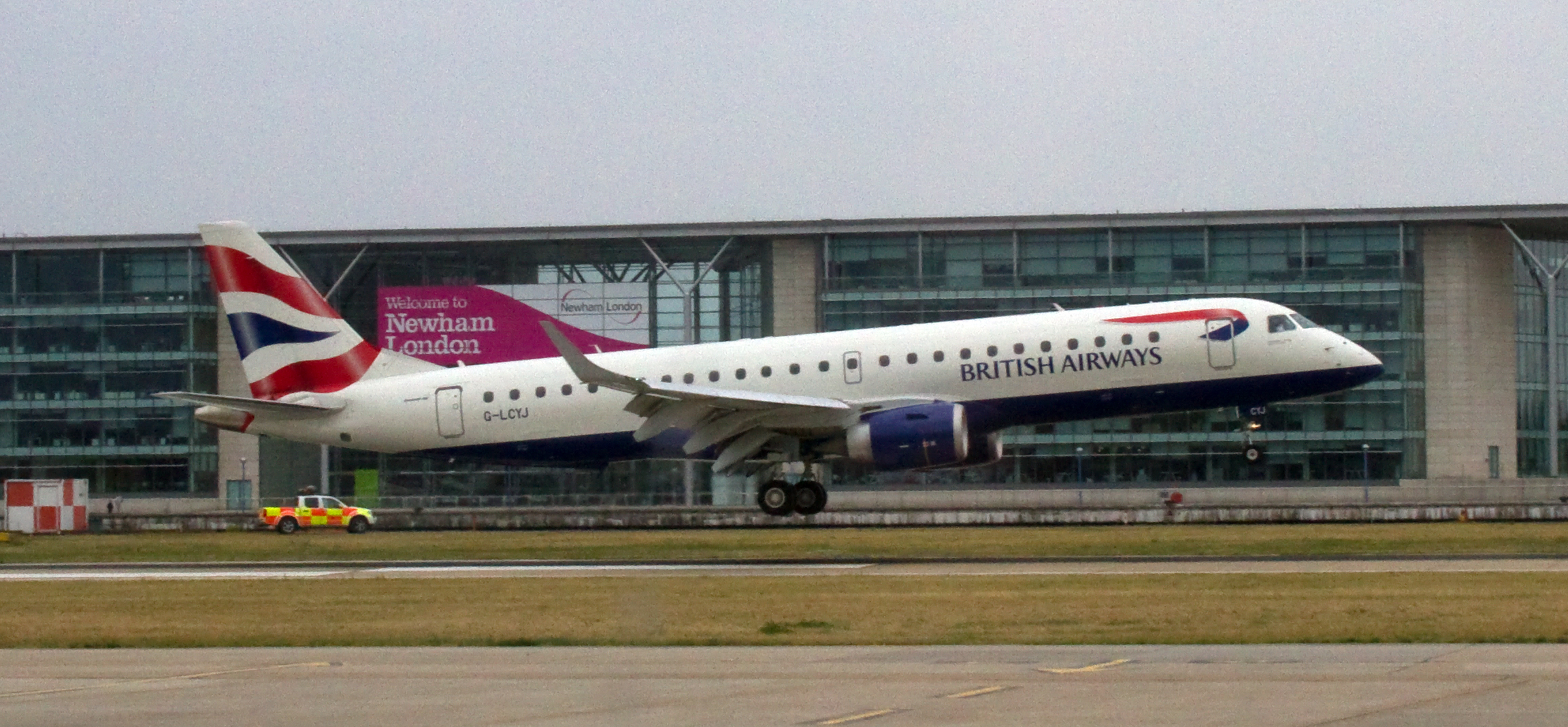
Embraer E-190 авіакомпанії BA CityFlyer, аеропорт Лондон-Сіті

На квітень 2017 року повітряний флот авіакомпанії BA CityFlyer складався з наступних суден:
| Тип літака    | В експлуатації | Замовлено | Пасажирських місць | Примітки |  |  |
| Embraer E-170 | 6              | —         | 76                 |          |  |  |
| Embraer E-190 | 16             | 0         | 98                 |          |  |  |
| Разом         | 22             | 0         |                    |          |  |  |

До 2009 року BA CityFlyer експлуатувала літаки Avro RJ85 і Avro RJ100. У грудні 2008 року авіакомпанія підписала договір з компанією Embraer з твердим замовленням 11 лайнерів (6 одиниць Embraer E-170 і 5 одиниць Embraer E-190), які були доставлені і введені в експлуатацію у вересні наступного року. 14 липня 2010 року Avro RJ85 були остаточно зняті з маршрутної мережі перевізника.

### Літаки в лізингу
9 травня 2012 року керівництво BA Cityflyer оголосило про запуск з 28 травня регулярного рейсу між аеропортом Лондона-Сіті і аеропорт острова Мен, рейси за яким планувалося здійснювати до 25 червня 2012 року п'ять разів на тиждень на літаках Embraer E-170, а після цієї дати збільшити частоту до трьох польотів в день, замінивши при цьому 76-місцевий E-170 на 50-місний літак Saab 2000, взятий за довгостроковим контрактом в мокрий лізинг у авіакомпанії Eastern Airlines. Лайнер планувалося повністю перефарбувати в кольори British Airways, пілоти і кабіні екіпажу літака Eastern Airways при цьому повинні будуть носити форму BA на всіх внутрішніх рейсах під брендом British Airways.

## Статистика
У 2011 році послугами авіакомпанії BA Cityflyer скористалося понад 1,1 мільйона чоловік, що на 41% більше у порівнянні з минулим 2010 роком.

## Авіаподії і нещасні випадки

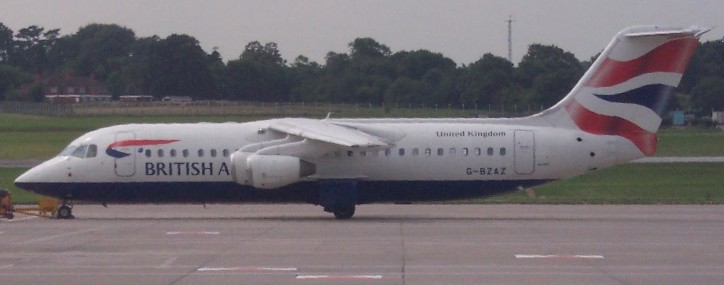
Avro RJ100 авіакомпанії BA CityFlyer

- 13 лютого 2009 року. У літака Avro RJ100 (реєстраційний G-BXAR), що прямував регулярним рейсом BA 8456 з амстердамського аеропорту Схіпхол в аеропорту Лондон-Сіті, при посадці в аеропорту призначення підломилася і зруйнувалася передня стійка шасі. На борту лайнера перебувало 67 пасажирів і 4 члени екіпажу, в результаті інциденту ніхто серйозно не постраждав, проте двох пасажирів довелося відправити до лікарні (один з них отримав незначні травми). Літак отримав пошкодження і був списаний за рахунок страхової компанії в травні 2009 року[11][12]. Дослідження зруйнованої арматури стійки показало, що при проведенні чергового технічного обслуговування не були повністю виконані роботи по сервісному бюлетеню Мессе-Dowty SB.146-32-150, при цьому в документах зафіксовано його повне виконання. Стійки літаків Avro RJ100 BA CityFlyer та інших компаній-експлуатантів проходили планові ремонти на базі «Messier Services» у Sterling (штат Вірджинія, США). 27 лютого 2009 року Управління цивільної авіації Великої Британії випустило екстрену Директиву EASA AD 2009-0043-E з вимогою провести позаплановий огляд і ремонт всіх стійок шасі експлуатованих в авіакомпаніях літаків Avro RJ100[13][14]